# هينريتش فون ستيفان
هينريتش فون ستيفان (بالألمانية: Heinrich von Stephan)‏ هو سياسي ألماني، ولد في 7 يناير 1831 في سووبسك في بولندا، وتوفي في 8 أبريل 1897 في برلين في ألمانيا. انتخب عضو مجلس النواب البروسي اللوردات.